# Мария Манакова
Мария Манакова е руска и сръбско-югославска шахматистка, гросмайсторка при жените.
През 1990-те и в началото на 2000-те години живее в Сърбия и се състезава в националния отбор на Югославия за жени. Манакова е резерва в отбора на Югославия, който спечелва сребърните медали на европейското отборно първенство в Батуми през 1999 г., но шахматистката не изиграва нито една партия на състезанието.
Манакова е известна с факта, че е първата гросмайсторка, която има гола фотосесия. Тя се е снимала за руското мъжко списание „Speed“ през 2004 г., когато се връща от Сърбия в Русия.
Била е омъжена за сръбския гросмайстор Мирослав Тошич.